# Poa hachadoensis var. hachadoensis
Poa hachadoensis var. hachadoensis là một phân loài cỏ trong họ hòa thảo, thuộc chi poa.